# Glee: The Music Presents The Warblers
Glee The Music Presents The Warblers est la septième bande originale extraite de la série Glee regroupant toutes les chansons interprétées par les Warblers de la Dalton Academy, notamment par Darren Criss (Blaine) et Chris Colfer (Kurt) durant la seconde saison de la série télévisée Glee. Il est sorti le 19 avril 2011 aux États-Unis ,.

## Liste des chansons
1. Teenage Dream (Katy Perry) (Blaine Anderson et les Warblers) (3:40)
2. Hey Soul Sister (Train) (Blaine Anderson et les Warblers) (3:40)
3. Bills, Bills, Bills (Destiny's Child) (Blaine Anderson et les Warblers) (3:00)
4. Silly Love Songs (Paul McCartney) (Blaine Anderson et les Warblers) (3:50)
5. When I Get You Alone (Robin Thicke) (Blaine Anderson et les Warblers) (2:32)
6. Animal (Neon Trees) (Blaine Anderson, Kurt Hummel et les Warblers) (3:11)
7. Misery (Maroon 5) (Blaine Anderson et les Warblers) (3:08)
8. Blackbird (The Beatles) (Kurt Hummel et les Warblers) (2:20)
9. Candles (Hey Monday) (Blaine Anderson, Kurt Hummel et les Warblers) (2:51)
10. Raise Your Glass (P!nk) (Blaine Anderson et les Warblers) (3:18)
11. Somewhere Only We Know (Keane) (Blaine Anderson et les Warblers) (3:04)
12. What Kind Of Fool (Barbra Streisand et Barry Gibb) (Blaine Anderson et les Warblers) (4:08)
13. Da Ya Think I'm Sexy? (Rod Stewart) (Blaine Anderson et les Warblers) (3:00)